# Kanton (Sowjetunion)
Kantone (russisch Кантоны) waren administrativ-territoriale Gebietskörperschaften in den Autonomen Sozialistischen Sowjetrepubliken innerhalb der Sowjetunion. Sie existierten in der Wolgadeutschen Republik (1922–1941), der Baschkirischen ASSR (1919–1930), Kirgisischen ASSR (1926–1930), der Tatarischen ASSR (1920–1930), der Dagestanischen ASSR (1928–1929) und der Autonomen Oblast Mari (1921–1932).

## Kantone der Wolgadeutschen ASSR
- Kanton Balzer
- Kanton Gemlinka
- Kanton Gnadenflur
- Kanton Dobrinka
- Kanton Solotoje
- Kanton Seelmann
- Kanton Ilowatka
- Kanton Kamenka
- Kanton Krasny Kut
- Kanton Krasny Jar
- Kanton Kukkus
- Kanton Lysandershöh
- Kanton Marienthal
- Kanton Marxstadt
- Kanton Pallasowka
- Kanton Staraja Poltawka
- Kanton Ternowka
- Kanton Unterwalden
- Kanton Fjodorowka
- Kanton Frank
- Kanton Eckheim
- Kanton Erlenheim